# Piranga olivacea
La tángara rojinegra migratoria (Piranga olivacea) es una especie de ave paseriforme de la familia Cardinalidae (aunque algunas fuentes sitúan su género, Piranga, en Thraupidae). 
Los adultos miden entre 17 y 19 cm. Tienen el pico gris pálido y las patas oscuras. Al igual que otras piranga, esta especie tiene un marcado dimorfismo sexual. Durante la época reproductiva el macho es color rojo brillante, con las alas y la cola negras. La hembras tienen el plumaje opaco de color oliváceo con las alas parduzcas oscuras y la región ventral del cuerpo amarillenta. El plumaje invernal del macho presenta un patrón de coloración similar al de la hembra, pero con alas y cola más oscuras. Los machos inmaduros también son similares a las hembras, pero a medida que crecen adquieren un patrón intermedio entre las hembras y los machos adultos con la librea del verano.

## Comportamiento
Su hábitat de reproducción son los bosques amplios y densos, principalmente de encinos, en el sureste de Canadá y el este de los Estados Unidos. En otoño migran hacia el noroeste de Sudamérica, principalmente a través de las Antillas, pero también por América Central. En verano llegan a su área de hibernación, zonas de vegetación tropical, principalmente en Colombia, Perú, Venezuela y oeste de Brasil. Es visitante raro en México, Guatemala y Belice.
Construyen un nido en forma de cuenco sobre las ramas horizontales de los árboles. Sus nidos pueden ser parasitados por el tordo cabecicafé (Molothrus ater).
Se alimentan en lo alto de los árboles; algunas veces atrapan insectos al vuelo. Su dieta consiste principalmente de insectos y frutos.